# Купола Султанија
Купола Султанија (перс. سلطانيه‎) у истоименом граду иранске покрајине Занџан, је комплекс рушевина у чијем средишту се налази маузолеј монголског владара Олџеитуa, познатог по имену Мухамед Ходабанде.
Султанија је била некадашња престоница Илханида, иранских владара монголског порекла из 14. века, око 240 километара западно од [Техеран]а. Средишња знаменитост Султаније је Маузолеј Олџеитуа, владара Илканата од 1280-1316. године, познат и као Купола Султанија. Осмоугаона зграда крунисана је куполом, прекривеном тиркизним фајансом и окруженом са осам витких минарета. Подигнута је између 1302. и 1312. године и најстарија је двослојна купола у Ирану. Тешка око 200 тона и висока 49 метара од основе, једна је од највећих купола од опеке на свету, после купола Фирентинске катедрале и Аја Софије. Њена важност у исламској архитектури може се упоредити са утицајем који је на ренесансну архитектуру имала Брунелескијева купола на Фирентинској катедрали. Иако је већина спољашњих украса Олџеитуовог маузолеја изгубљена, унутрашњост је изванредна и сматра се претечом Таџ Махала са очуваним мозаицима, керамиком и фрескама.
Маузолеј Олџеиту је битна карика и кључни споменик за развој исламске архитектуре у централној и западној Азији. Овде су Илханиди унапредили идеје започете током класичне селџучке фазе (11. до почетка 13. века), када је уметност Ирана постала препознатљива у исламском свету, и чиме је положен пут за тимуридски период (крајем 14.-15. века), једно од најбриљантнијих раздобља у исламској уметности. Маузолеј Олџеитуа упечатљиво сведочи о епохи Илханида карактеристичној по иновацијама у грађевинском инжењерству, просторним пропорцијама, архитектонским облицима и декоративним обрасцима и техникама. Султанија је положила пут ка смелијој изградњи ове врсте купола у иранском стилу у муслиманском свету, попут Маузолеја Хоџа Ахмеда Иасавија и Таџ Махала.
Локалитет Султанија уписан је на Унеско листу светске баштине  2005. године.

## Галерија
- Мозаик на поду маузолеја Султанија
- Купола Султанија
- Реконструкција куполе Султанија
- Реконструкција унутрашњости куполе
- Купола Султанија